# Homotoxicología
La homotoxicología es una escuela homeopática, y como tal, está considerada como parte de la medicina alternativa pseudocientífica; es decir, que no tiene evidencia científica de su eficacia. Fue desarrollada a mediados del siglo XX por el médico alemán Hans Heinrich Reckeweg (1905-1985) que considera a la enfermedad como el resultado de un proceso de intoxicación progresiva del organismo a causa de las homotoxinas, definidas como "todas aquellas sustancias, e influencias inmateriales, que pueden provocar problemas de salud en los seres humanos". Emplea múltiples diluciones homeopáticas combinadas entre sí (a diferencia de la homeopatía clásica que usa solo una) para favorecer la desintoxicación alegando que es el propio organismo el que escoge la dilución homeopática que más le conviene.
El principal fabricante de este tipo de productos es compañía alemana Heel, afincada en Baden-Baden, que emplea a unas 1300 personas en todo el mundo según su página web. La institución más importante del mundo en formación en medicina biológica y homotoxicología es la IAH International Academy for Homotoxicology (Internationale Akademie für Homotoxikologie, IAH) de la misma localidad.

## Hipótesis de las homotoxinas
Según la homotoxicología, el organismo enferma ante la acumulación de homotoxinas en los tejidos, y reacciona ante una progresiva intoxicación mediante, sucesivamente, excreción (diarrea, vómito), inflamación (eczema, fiebre), deposición (verrugas, adiposidad), impregnación (asma, angina pectoris), degeneración (tuberculosis, cirrosis) y "desdiferenciación" (antes llamada "neoplasia") (cáncer).
El pasaje de una fase a otra se denomina vicariación. Un empeoramiento o aumento de la intoxicación del organismo es una vicariación progresiva o "disregulación", mientras que una mejoría o disminución de la intoxicación del cuerpo humano es una vicariación regresiva o "regulación".
El tratamiento antihomotóxico emplea medicamentos homeopáticos - basados en el principio de similia similibus curantur (lo similar cura lo similar) - combinando diferentes sustancias diluidas, en diversas diluciones empleadas simultáneamente. En particular se utilizan tejidos de origen porcino, que Reckeweg consideraba extremadamente tóxicos y con toxinas similares a las que dañan a los tejidos humanos, llamadas por Reckeweg "sutoxinas".
La electroacupuntura de Voll y los trabajos de Alfred Pischinger sobre la importancia del tejido conectivo o intercelular están emparentados con a homotoxicología.